# Tourterelle tigrine
Spilopelia chinensis
Espèce
Statut de conservation UICN

 LC  : Préoccupation mineure
Synonymes
- Streptopelia chinensis
- Stigmatopelia chinensis

La Tourterelle tigrine, aussi tourterelle tigrée, tourterelle à cou maculé, tourterelle à nuque perlée ou encore tourterelle de Chine, (Spilopelia chinensis) est une espèce d'oiseau de la famille des Columbidae. C'est une espèce nichant en Asie tropicale du sud du Pakistan et de l'est du Sri Lanka au sud de la Chine et dans le sud de l'Asie.

## Distribution
C'est une espèce commune répandue dans les savanes boisées, les terres agricoles et les zones d'habitation sur une bonne partie de son aire naturelle. Elle a aussi été introduite aux États-Unis dans la région de Los Angeles, en Californie et dans d'autres pays comme le nord de l'Indonésie, l'Australie, la Nouvelle-Zélande, la Nouvelle-Calédonie et les Fidji. En Australie, elle a été introduite à Melbourne dans les années 1860 et s'est depuis multipliée, remplaçant souvent des tourterelles indigènes. En Australie, on la trouve maintenant dans les rues, les parcs, les jardins, les zones agricoles et les zones de broussailles tropicales, de Hobart, en Tasmanie à Cooktown, au Queensland et à Port Lincoln, en Australie-Méridionale. On la voit aussi à Perth, Pemberton, Kalgoorlie et Esperance, en Australie-Occidentale. Son aire de répartition est en expansion.

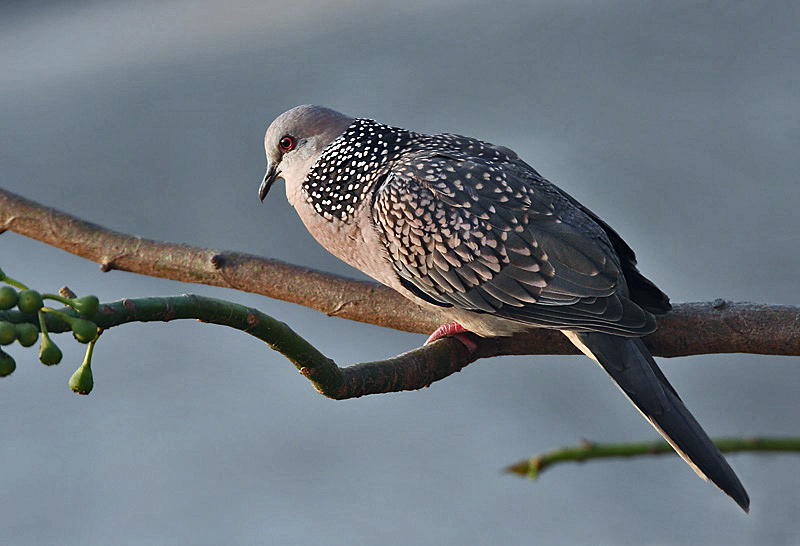
Vue d'une tourterelle à collier avec ses ailes tigrées caractéristiques

La sous-espèce Spilopelia chinensis suratensis a été introduite à l'île Maurice au XVIIIe siècle sous le nom de tourterelle à collier.

## Sous-espèces

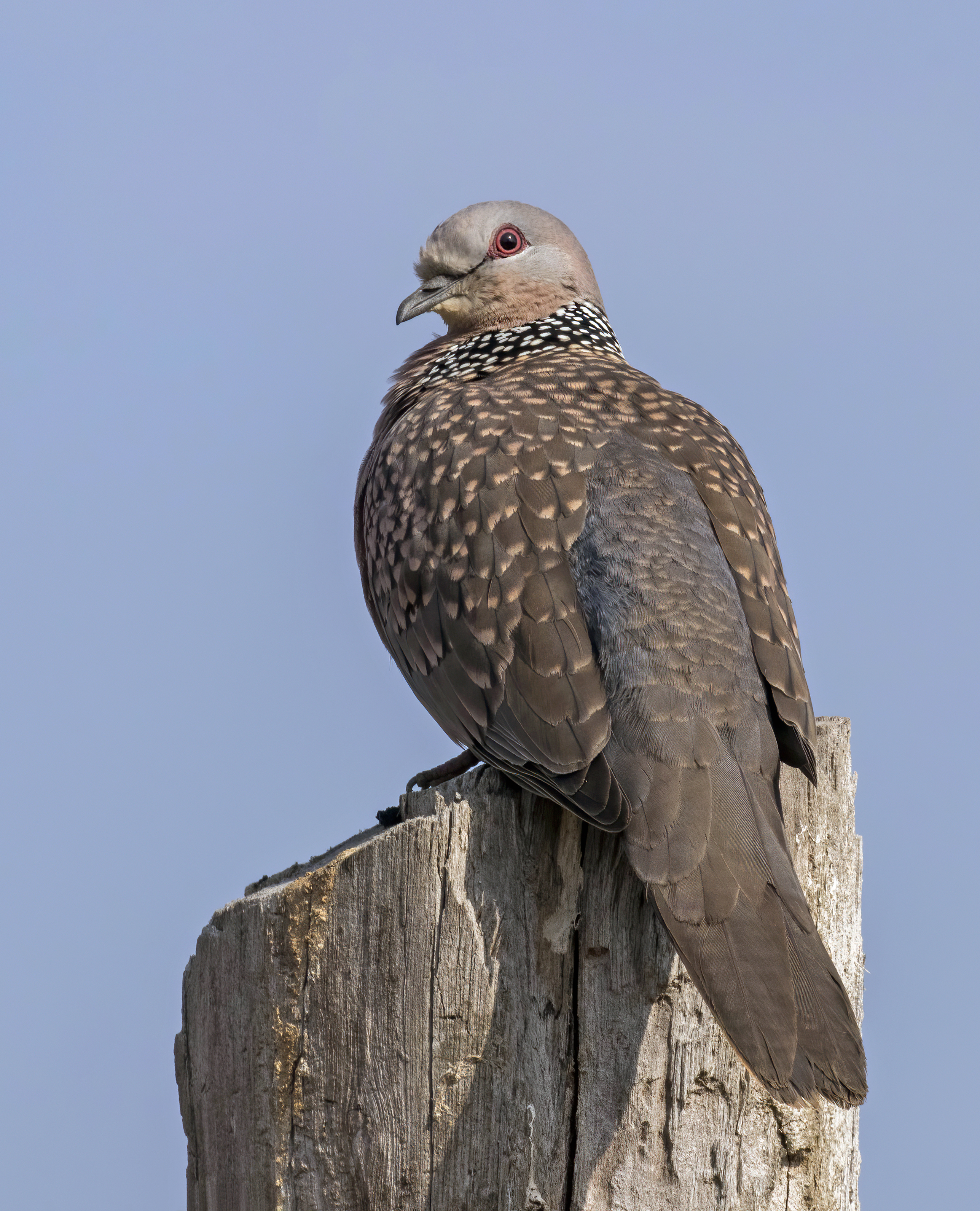
Une spilopelia chinensis suratensis, individu sous-espèce de la tourterelle tigrine, dans le parc national de Kanha en Inde. Novembre 2017.

D'après Alan P. Peterson, il existe quatre sous-espèces :
- Spilopelia chinensis chinensis (Scopoli, 1786)
- Spilopelia chinensis hainana (Hartert, 1910)
- Spilopelia chinensis suratensis (Gmelin, 1789)
- Spilopelia chinensis tigrina (Temminck, 1809)